# Seth Siegelaub
Seth Siegelaub (* 1941 in Bronx, New York City, USA; † 15. Juni 2013 in Basel) war ein US-amerikanischer Kunsthändler, Kurator, Verleger, Autor und Textil-Wissenschaftler.

## Leben
Siegelaub hatte in den Jahren 1964 bis 1966 in Manhattan seine Galerie Seth Siegelaub Contemporary Art, in der er junge, von ihm vertretene, unkonventionelle Künstler ausstellte und durch Pressearbeit und Werbung deren Arbeiten aggressiv vorstellte und schlussendlich auch verkaufte. In den folgenden Jahren trat er auch als Verleger von Katalogen und Künstlerpublikationen auf und wandelte sich zum privaten Kurator für Künstler der Konzeptkunst, so zum Beispiel in seiner Ausstellung im Jahr 1969 January 5-31, 1969 mit Joseph Kosuth, Robert Barry, Lawrence Weiner und Douglas Huebler. Er organisierte bzw. publizierte in den Jahren 1968 bis 1971 circa 20 Ausstellungen, Symposien, Kataloge, Bücher und Projekte, darunter 1968 das Xerox Book und im nächsten Jahr die Ausstellungen March 1969 sowie July, August, September 1969, die im Wesentlichen in Form der Kataloge existierten.
Siegelaub war zusammen mit dem Rechtsanwalt Robert Projansky der Initiator und Autor des Vertragspapiers The Artist's Reserved Rights Transfer and Sale Agreement, zu dem es 1998 im Salzburger Kunstverein eine von Maria Eichhorn gestaltete Ausstellung gab. Diese Forderungen nach Rechten für die Künstler wurden auch im Katalog zur Documenta 5 von Harald Szeemann veröffentlicht. Im Kern ging es bei Siegelaubs Idee der fairen Künstlervergütung um zweierlei: um den Einfluss des Künstlers auf die zukünftige Verwendung des Kunstwerkes und um die finanzielle Beteiligung der Künstler und Galerien an Gewinnen bei Weiterverkäufen auf dem Zweitmarkt (in Deutschland: Folgerecht).
Seit Ende der 1980er Jahre lebte Siegelaub in Amsterdam mit Marja Bloem, von 1971 bis 2005 Kuratorin am dortigen Stedelijk Museum. Er bündelte seine verschiedenen Aktivitäten, Sammelobjekte und Studien in der Stiftung nach niederländischem Recht Stichting Egress Foundation. 2011 vermachte er in einem Vorlass sein Archiv dem New Yorker Museum of Modern Art (MOMA).

## Tätigkeit als Verleger (Auswahl)
- 1968: zusammen mit der Louis Kellner Foundation: Lawrence Weiner: Statements.
- 1968: zusammen mit Jack Wendler: Carl Andre, Robert Barry, Douglas Huebler, Joseph Kosuth, Sol LeWitt, Robert Morris, Lawrence Weiner (Xerox Book).
- 1969: zusammen mit der Dwan Gallery, New York, Carl Andre: Seven Books of Poetry.
- 1969: JANUARY 5-31